# Rosa María de Castro y Centurión
Rosa María de las Nieves Ruiz de Castro y Centurión (Madrid, 29 d'agost de 1691 - 14 de març de 1772) va ser una noble espanyola, XII comtessa de Lemos.

## Biografia
Va néixer a Madrid el 29 d'agost de 1691, al barri de l'església de San Sebastián. Era filla de Salvador Ruiz de Castro, germà del comte de Lemos, i de Francisca Josefa Centurión, marquesa de Armunia. El 1713 va ser casada amb Pedro de Montcada, marquès de Leiva, un matrimoni curt a causa de la mort del marit el 1716, i amb qui va tenir una filla, María Catalina, que va morir durant la infantesa. Poc després es va tornar a casar amb Guillem Ramon de Montcada, marquès d'Aitona, de qui va enviudar el 1727. Aquesta mort va permetre gaudir de l'usdefruit dels béns del marquès perquè el matrimoni s'havia concertat d'acord amb el dret aragonès.
Com a membre de l'alta aristocràcia, des de 1735 es va incorporar a palau com a cambrera major de la princesa, i després reina, Maria Bàrbara de Bragança, muller de Ferran VI. A la mort d'aquesta va continuar servint a Maria Amàlia de Saxònia, esposa de Carles III, fins a la mort de la reina el 1760. Després, per ordre de Carles III va continuar la seva tasca al palau i va quedar a càrrec del seu govern.
Mentrestant, el 1741 Castro va heretar oficialment del seu oncle Ginés els títols i estats de la seva família i es va convertir en la cap visible de la casa de Lemos. Des d'aquell moment, a banda de la seva tasca a palau, va mantenir contacte amb els administradors encarregats de la gestió dels estats de la comarca de Monforte de Lemos. Malgrat la idea d'una noblesa absent, Castro va procurar aconseguir millores i reformes per a Monforte i els seus contorns, en consonància amb el pensament il·lustrat del moment, com la renovació del Col·legi de Nostra Senyora de l'Antiga, que havia quedat paralitzat amb l'expulsió de la Companyia de Jesús.
Influïda per la creació de les acadèmies de la llengua (1714) i de la història (1738) per Felip V, entre 1749 i 1751 va obrir un saló o tertúlia literària anomenada Acadèmia del Bon Gust, on van passar nombroses personalitats com Agustín de Montiano, Ignacio de Luzán, Blas Nasarre, el marquès de Valdeflores, el comte de Torrepalma, els ducs de Béjar i Medina-Sidonia, entre molts altres, entre els quals cal destacar moltes dames nobles com la marquesa de San Esteban, la duquessa d'Arcos, la marquesa d'Estepa, entre d'altres, que van demostrar bones condicions literàries i artístiques.
Va morir al barri de la parròquia de Santiago de Madrid el 14 de març de 1772, als 86 anys. Va ser enterrada a l'església de Loreto de forma austera. Com no va tenir descendència, després de diverses disputes familiars, i d'acord amb la seva disposició testamentària, va heretar els títols i estats el seu nebot, Joaquín Diego López de Zúñiga-Sotomayor y Castro.

## Títols
Castro va ostentar els següents títols espanyols i napolitans:

### Espanya
- Baronessa de la Mota de Santa Ágata
- Comtessa d'Andrade
- Comtessa de Castro
- Comtessa de Lemos
- Comtessa de Villalba
- Marquesa de Sarria

### Nàpols
- Duquessa de Taurisano
- Marquesa de Sarria
- Senyora de Marittima
- Senyora de Monteroni
- Senyora de Mottola
- Senyora de Vignacastrisi
- Senyora de Vitigliano